# Lichtertürke

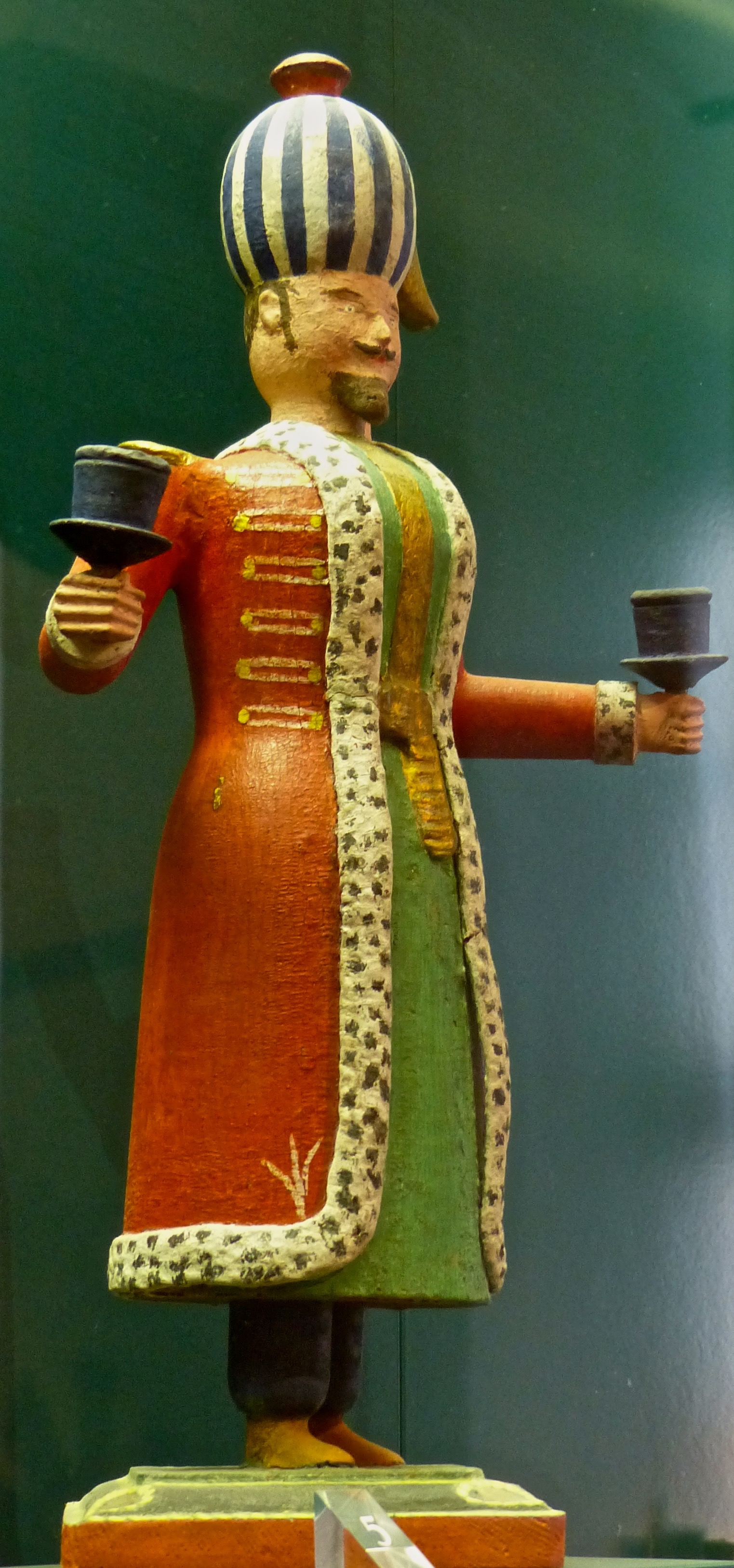
Lichtertürke aus Holz, um 1850 in Arnsfeld gefertigt

Der Lichtertürke ist eine seit Mitte des 19. Jahrhunderts im Erzgebirge verbreitete Lichterpuppe, die besonders in der Weihnachtszeit neben den lichttragenden Engeln und Bergmännern verbreitet war. Um 1800 war die Türkenfigur als volkskünstlerisches Weihnachtsmotiv ins Erzgebirge gelangt, nachdem er als Spielzeug vorher schon in Bayern, Franken, Thüringen und Sachsen bekannt war.
Das Türkenmotiv findet sich in der erzgebirgischen Volkskunst neben der Darstellung als Leuchter auch als Nussknacker, vor allem als Räucherfigur und als Motiv auf Schwebe- und Standpyramiden. Die Räuchertürken tragen häufig neben einer langen Pfeife auch noch ein Kerzenlicht.
Diese Figur war besonders in der Mitte des 19. Jahrhunderts bis zu Beginn des 20. Jahrhunderts in der Gegend um Annaberg-Buchholz, Ehrenfriedersdorf, Wiesa und Wiesenbad weit verbreitet.
Die meisten Körper der lichttragenden Türkenfiguren sind aus Holz gedrechselt und kräftig bemalt, häufig sind die Arme und Beine der Figuren aus Salzteig gefertigt.
Seit Beginn des 20. Jahrhunderts sind auch einige geschnitzte Türkenfiguren, unter anderem von dem Annaberger Kunstschnitzer Paul Schneider bekannt.